# Egebæk
Egebæk is een plaats in de Deense regio Zuid-Denemarken, gemeente Esbjerg, en telt 1200 inwoners (2007).